# رقصة ألمانية

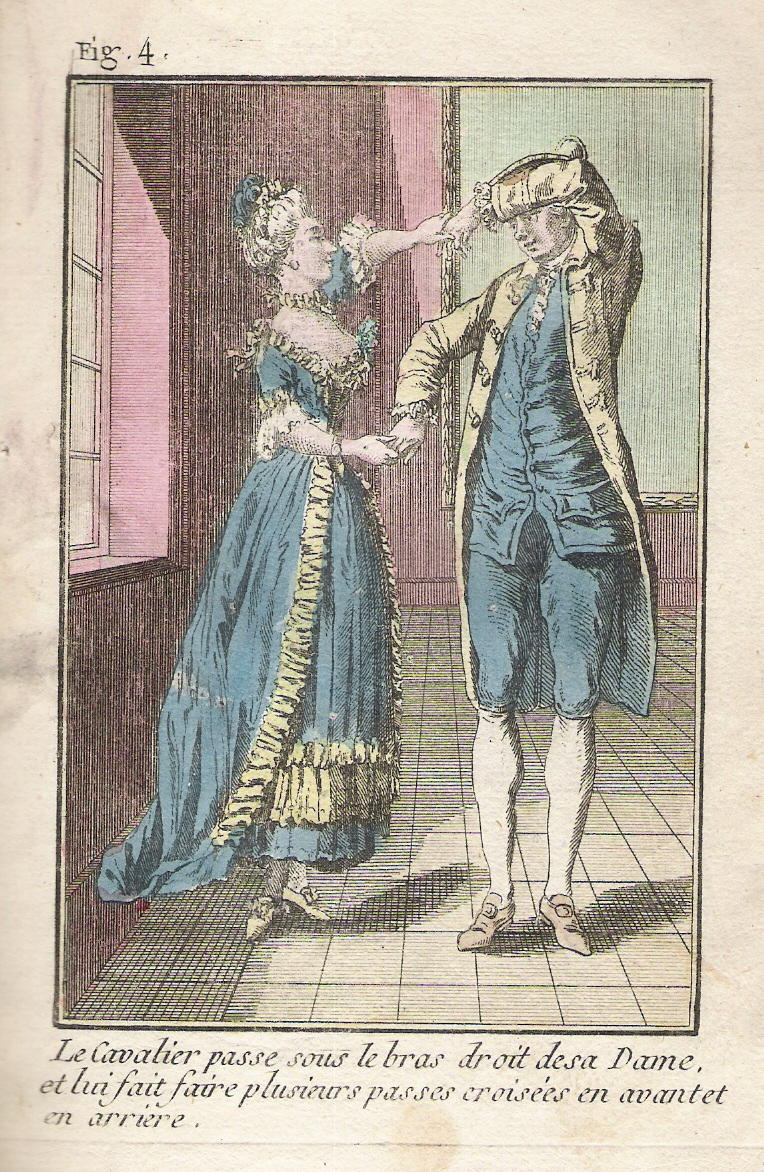

الرقصة الألمانية هي رقصة من عصر النهضة والباروكية ، وهي واحدة من أكثر أساليب الرقص على الآلات الموسيقية الأكثر شيوعًا في الموسيقى الباروكية مثل موسيقى كُبران وبرسل وباخ وهَندل. غالبًا ما تكون الحركة الأولى لمتتابعة رقصات باروكية مقترنة بعادية لاحقة ، على الرغم من أنها تسبقها أحيانًا مقدمة.